# Tour of the Universe: Barcelona 20/21.11.09
Tour of the Universe : Barcelona 20/21.11.09 è un film concerto e album dal vivo del gruppo di musica elettronica inglese dei Depeche Mode, diretto da Russell Thomas. È stato filmato e registrato al Palau Sant Jordi di Barcellona il 20 e 21 novembre 2009, durante il Tour of the Universe. Tour of the Universe : Barcelona 20/21.11.09 è stato pubblicato il 5 novembre 2010 nel Regno Unito, l'8 novembre in Europa e il 9 in Nord America e Italia in Blu-ray Disc, DVD e CD.

## Tracce

### DVD 1
1. In Chains
2. Wrong
3. Hole to Feed
4. Walking in My Shoes
5. It's No Good
6. A Question of Time
7. Precious
8. Fly On The Windscreen
9. Jezebel
10. Home
11. Come Back
12. Policy of Truth
13. In Your Room
14. I Feel You
15. Enjoy the Silence
16. Never Let Me Down Again
17. Dressed in Black
18. Stripped
19. Behind the Wheel
20. Personal Jesus
21. Waiting for the Night

Tracce bonus
1. World in My Eyes
2. Sister of Night
3. Miles Away / The Truth Is
4. One Caress

### DVD 2
- "'Most people just worry about hitting the right note.' Inside the Universe" (documentario)
- Tour of the Universe screens

1. In Chains
2. Walking in My Shoes
3. Precious
4. Come Back
5. Policy of Truth
6. Enjoy the Silence
7. Personal Jesus

- Tour of the Universe rehearsals

1. Wrong
2. Walking in My Shoes

- Bonus tracks

1. Insight (Live in Birmingham 13/12/2009)
2. Hole to Feed
3. Behind the Wheel
4. Never Let Me Down Again

- Sounds of the Universe videos

1. Wrong
2. Peace
3. Hole to Feed
4. Fragile Tension

### CD
CD 1
1. In Chains
2. Wrong
3. Hole To Feed
4. Walking In My Shoes
5. It's No Good
6. A Question Of Time
7. Precious
8. Fly On The Windscreen
9. Jezebel
10. Home

CD 2
1. Come Back
2. Policy of Truth
3. In Your Room
4. I Feel You
5. Enjoy the Silence
6. Never Let Me Down Again
7. Dressed In Black
8. Stripped
9. Behind the Wheel
10. Personal Jesus
11. Waiting For the Night

## Formazione
Gruppo
- Dave Gahan - voce
- Martin Lee Gore - chitarra, sintetizzatori, cori, seconda voce (Never Let Me Down Again), voce (Jezebel, Home, Dressed In Black e One Caress)
- Andy Fletcher - sintetizzatori, cori

Altri musicisti
- Peter Gordeno - sintetizzatori, cori
- Christian Eigner - batteria, sintetizzatori (Waiting For The Night)